# Michael Asher (Schriftsteller)
Michael Asher (* 21. April 1953 in Stamford (Lincolnshire), England) ist ein englischer Autor und Wüstenforscher.

## Leben
Asher verpflichtete sich im Alter von 18 Jahren beim Parachute Regiment (British Army) und diente zu Beginn der 1970er Jahre in Nordirland während der Troubles. Später studierte er an der University of Leeds während er im 23. SAS Regiment diente. Am Carnegie College, ebenfalls in Leeds qualifizierte er sich als Lehrer für Sport und Englische Sprache. 1978/1979 diente er für kurze Zeit bei der Royal Ulster Constabulary in der Anti-Terroristen-Einheit, verließ die Einheit jedoch, um im Sudan als Englischlehrer zu arbeiten.
Asher ist der Autor von mehr als 20 Büchern, schrieb Beiträge für weitere Bücher und war Regisseur und Moderator verschiedener Dokumentarsendungen im Fernsehen. Er verbrachte einen Großteil seines Lebens in Afrika und spricht verschiedene Dialekte der arabischen Sprache und Swahili. Er lebt mit seiner italienischen Frau, der Arabistin und Fotografin Mariantonietta Peru, in Nairobi in Kenia.

## Reisen und Leben in Wüstengebieten
Während seiner Zeit als freiwilliger Englischlehrer im Sudan nutzte Asher einen Urlaub, um auf dem Rücken eines Kamels von in die Provinzen Kordofan und Darfur im Westen des Sudan zu reiten. Dort schloss er sich einer Kamelkarawane an, die auf dem Weg der 40 Tage (Darb al-Arba'in) auf einem alten Handelsweg nach Ägypten zu ziehen. Ab 1982 lebte er drei Jahre lang bei dem Nomadenstamm der Kababisch, lernte deren Sprache und zog mit ihnen und ihren bis zu eintausend Tieren umfassenden Herden und den Salzkarawanen umher.
Bei einem Aufenthalt in Khartum, der Hauptstadt des Sudan, wurde Asher von der UNICEF beauftragt, eine Kamelkarawane zu den Bedschanomaden im Hügelland im Osten des Landes zu organisieren. Dieses Volk am Rande des Roten Meeres war 1985 von einer Hungersnot durch anhaltende Trockenheit gefährdet. Bei dieser Arbeit lernte er seine spätere Frau kennen. Das Paar heiratete 1986 und begann ihre gemeinsame Saharadurchquerung vom Atlantik im Westen nach Osten zum Nil vorzubereiten. Sie übten 1986 in Mauretanien drei Monate lang mit Kamelen zu arbeiten und erlernten den arabischen Hassaniadialekt der Bewohner der westlichen Sahara. Im August 1986 verließen sie Chinguetti mit drei Kamelen. Nachdem sie Mali, Niger, Tschad und den Sudan durchquert hatten, kamen sie nach 271 Tagen im Mai 1987 am Nil in der Nähe der Tempel von Abu Simbel in Oberägypten an.
1992 durchquerten Asher und ein Beduine die Libysche Wüste von der Mittelmeerküste bei Mersa Matruh bis nach Assuan in Oberägypten. Das Ehepaar Asher unternahm in der Folge die Durchquerung der Wüste Thar in Indien und einen Zug mit den Nomaden von Cholistan in Pakistan. Asher selbst rekonstruierte die Kamelritte von T. E. Lawrence auf dem Sinai und in den Wüsten Jordaniens. Später wanderte er durch den Hoggar im südlichen Algerien und die Aoukar-Wüste in Mauretanien. Er pilgerte um den Kailash in Tibet. Er erforschte mit seiner Frau zu Fuß den Regenwald in Papua-Neuguinea und paddelte mit ihr im Einbaum den Sepik herunter.

## Ehrungen und Auszeichnungen
- 1994: Ness Award der Royal Geographical Society für seine Wüstenforschungen und seine Arbeit mit Kamelen.
- 1996: Fellow der Royal Society of Literature.
- 1997: Mungo Park Medaille der Royal Scottish Geographical Society für seine Wüstenforschungen zu Fuß und mit Kamelen.

## Veröffentlichungen
- In Search of the Forty Days Road. Longmans, London 1984.
- A Desert Dies. 1986. ISBN 0-670-81264-1.
- Impossible Journey: Two Against the Sahara. 1988.
  - deutsch übersetzt von Hanne von Laak: Zu zweit gegen die Sahara, mit Fotos von Mariantonietta Peru. Piper, München/Zürich 1993, ISBN 3-492-11710-4.
- Thesiger - A Biography, Penguin, London 1995, ISBN 0-14-014749-7.
- mit Kazoyoshi Nomachi: Sahara, 1996.
- Sandstorm, Novel. Harper Collins, London 2003, ISBN 0-007141556.
- Get Rommel: The Secret British Mission to Kill Hitler's Greatest General. Cassell, London 2005, ISBN 0-304-36694-3.
- Sands of Death: An Epic Tale of Massacre and Survival in the Sahara. Weidenfeld & Nicolson, London 2007, ISBN 978-0-297-84643-7.
- Khartoum: The Ultimate Imperial Adventure. Penguin Books, London 2006, ISBN 978-0-14-025855-4.

## Dokumentarfilme
- 1999. In Search of Lawrence, Asher und seine Frau bereisen auf dem Kamelrücken Lawrences Reisen in Ägypten, Syrien und Jordanien.
- 2008: Paradise Is Burning, Interviews mit Überlebenden des Autobombenattentats von 2002 auf das Hotel Paradise in Kilifi, Mombasa in Kenia.